# Phyllotheca
O  gênero Phyllotheca surgiu em 1828, quando Brongniart descreveu a Espécie-tipo do gênero, Phyllotheca australis, procedente de Hawkesbury River, Australia. Eram plantas vasculares sem sementes (Pteridófitas, sendo consideradas parente das cavalinhas, equisetales).

## Espécies
- P. australis: Descrita inicialmente por Brongniart procedente da Australia.
- P. brevifolia: Descrita por Roesler, Iannuzzi e Boardman. Encontrado no Morro Papaléo em Mariana Pimentel, Brasil. A área está na Formação Rio Bonito que data do Sakmariano, no Permiano.
- P. indica: Descrita por Towrow em 1955. Procedente da India.
- P. longifolia: Descrita por Roesler e Iannuzzi'. Encontrado no Morro Papaléo em Mariana Pimentel, Brasil. A área está na Formação Rio Bonito que data do Sakmariano, no Permiano.[2]